# Iaspis castitas
Espèce
Iaspis castitas est une espèce de lépidoptères (papillons) de la famille des Lycaenidae et de la sous-famille des Theclinae.

## Dénomination
Iaspis castitas a été décrit par Herbert Druce en 1907 sous le nom Thecla talayra var. castita.
Synonymes : Iaspis minuta Austin & Johnson, 1996; Iaspis ambiguanota Austin & Johnson, 1996; Iaspis fumosa Austin & Johnson, 1996;; Iaspis sinenota Austin & Johnson, 1996.

## Description
Iaspis castitas est un petit papillon aux antennes et aux pattes annelées de blanc et de noir, avec deux fines queues, une longue et une très longue à chaque aile postérieure.
Le dessus du mâle est bleu métallisé bordé de marron.
Le revers est blanc beige orné aux ailes antérieures de deux fines lignes marron et aux ailes postérieures d'une tache au bord costal et de deux très gros ocelles rouge pupillés de noir surmontés d'un chevron blanc souligné de marron, entre les deux queues et à l'angle anal.

## Écologie et distribution
Iaspis castitas est présent au Brésil et en Guyane,,.

### Protection
Pas de statut de protection particulier.